# Girolamo Granchio
Girolamo Granzo, detto Granchio (Mantova, ... – Agnadello, 14 maggio 1509), è stato un condottiero italiano.

## Biografia
Girolamo Granzo, detto Granchio, nacque probabilmente a Mantova nella seconda metà del XV secolo.
Il 2 marzo 1508 partecipò alla vittoriosa battaglia di Cadore combattendo in prima linea tra i fanti del corpo centrale dell'esercito veneziano insieme al generale Bartolomeo d'Alviano e ai condottieri Cola Moro, Piero Corso, Turchetto da Lodi e Alfonso da Siena. Due giorni dopo lo scontro fu inviato dall'Alviano ad assaltare il rivellino occidentale del castello di Pieve di Cadore in compagnia dei condottieri citati (eccetto il Corso). Fu tra i primi a salire sopra le mura con una scala malgrado il presidio tedesco si difendesse lanciando sassi e sparando con gli archibugi. Riuscì ad abbassare il ponte levatoio del rivellino e a far entrare il generale insieme ad altri dieci cavalieri e alla bandiera di Piero Corso e poco dopo le truppe veneziane riuscirono ad impossessarsi anche di quello orientale. L'assalto si concluse con la cattura del castello che venne affidato a Giovanni Foscarini e fu presidiato dalle compagnie del Granchio e di Piero Corso che contribuirono anche a ripararne le difese.
In aprile fu inviato dall'Alviano in Abruzzo per reclutare 2.000 fanti insieme a Piero Corso, Cola Moro e Turchetto da Lodi.
All'inizio di maggio rientrò in Friuli, partecipò forse all'assedio di Trieste poi verso il 15 maggio si imbarcò con la compagnia di 900 fanti di Lattanzio da Bergamo sulle galee di Girolamo Contarini per una spedizione in Istria. Sbarcato a Cittanova, marciò nell'entroterra e partecipò all'assalto e al saccheggio del borgo e del castello di Terviso che fu poi dato alle fiamme e distrutto. 
Il 19 maggio i veneziani assediarono il castello di Pisino che dopo aver subito il tiro dell'artiglieria per alcune ore decise di venire a patti con il Granchio, il Turchetto e Lattanzio da Bergamo. La guarnigione e i popolani furono risparmiati ma il borgo e il castello subirono il saccheggio. Il suo portamento in battaglia fu lodato dal Contarini. Nei giorni successivi partecipò alla cattura di Fiume.
In luglio partecipò ai festeggiamenti a Venezia per onorare la vittoria dell'Alviano nel Cadore.
Nel gennaio del 1509 reclutò 1.200 cernide a Udine. In aprile fu inquadrato nella quarta colonna dell'esercito veneziano e insieme ad esso stazionò nel castello di Pontevico, al comando di una condotta di 250 fanti e di ben 1.500 cernide friulane.
Il 14 maggio prese parte alla battaglia di Agnadello dove i veneziani subirono una tremenda sconfitta ed egli rimase ucciso.